# Lobocheilos berresoides
Lobocheilos berresoides är en fjärilsart som beskrevs av George Francis Hampson 1893. Lobocheilos berresoides ingår i släktet Lobocheilos och familjen nattflyn. Inga underarter finns listade i Catalogue of Life.